# Lejre Museum

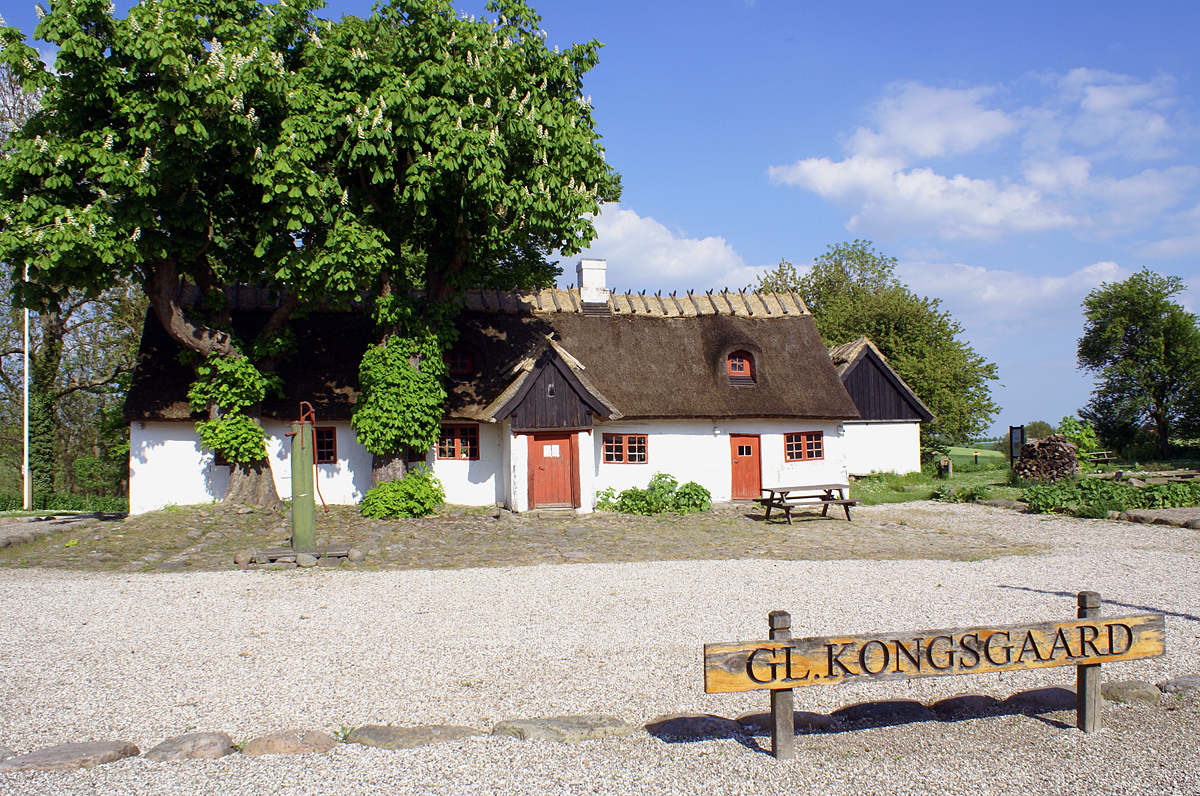

Lejre Museum-Kongerigets Vugge (de wieg van het koninkrijk) is een archeologisch museum aan de Orehøjvej in het Deense Lejre. Lejre was in de Vikingen-tijd een koninklijk machtscentrum met een grote koningshal, waarvan de resten nog te zien zijn. Met interactieve media en archeologische vondsten wordt de geschiedenis belicht. Bekendste museumstuk is de zilveren figuur van Odin op zijn troon geflankeerd door raven Hugin en Munin.
Het museum ligt aan de toeristische vikingroute 'The Rise and Fall of the Vikings'.